# Teodramat
Teodramat (niem. Theodrama) – w ujęciu soteriologii dramatycznej Hansa Ursa von Balthasara, sytuacja stworzonego świata, w którego historii-dialogu uczestniczy Bóg i człowiek.

## Teologia
W swej soteriologii Balthasar wykorzystuje antropologiczną kategorię dramatu. Bóg jest autorem i scenarzystą historii zbawienia. Człowiek uczestniczy jako aktor, którego zadaniem jest niejednokrotnie improwizacja. Bóg i człowiek współtworzą dzieje ludzkości. Sceną jest rzeczywistość ziemska, nazywana doczesnym domem człowieka. To tutaj dokonuje się bosko-ludzki dramat, nazywany teodramatem. Prawda może w takim ujęciu zostać przyrównana do symfonii. Myśl Hansa Ursa von Balthasara dotycząca teodramatu została zawarta w dziele Teodramatyka, publikowanej w latach 1971–1983 (niem. Theodramatik).